# Zlatý glóbus za nejlepší cizojazyčný film
Zlatý glóbus za nejlepší cizojazyčný film je jedna z cen udělována Asociací zahraničních novinářů v Hollywoodu (angl. Hollywood Foreign Press Association, HFPA) na slavnostním ceremoniálu Zlatých glóbů.
Během více než šedesátileté historie tyhle kategorie došlo ke změnám, které byly ustáleny až po roce 1986. Před rokem 1973 se oceňovalo i několik filmů během jednoho roku. V letech 1965 až 1972 existovala i kategorie Nejlepší zahraniční film – anglicky mluvící. Seznam v kategorii Nejlepší cizojazyčný film obsahuje také filmy oceněné v kategoriích: 
- 1949–1957: Nejlepší zahraniční film
- 1958–1964: Samuel Goldwyn International Award
- 1965–1972: Nejlepší neanglický film
- od roku 1973: Nejlepší cizojazyčný film

Následující seznam obsahuje originální názvy vítězných filmů, jejich režisérů a zemi, kterou reprezentovali. Rok u názvu filmu znamená rok distribuce v USA, nikoliv rok, kdy se konal slavnostní ceremoniál. Má-li film český distribuční název, je uveden nejprve ten.

## Vítězové

### 1949–1960
- 1949: Zloději kol (Ladri di biciclette) (Itálie, Vittorio De Sica)
- 1954: Genevieve (Velká Británie, Henry Cornelius); La mujer de las camelias (Argentina,  Ernesto Arancibia); Weg ohne Umkehr (Západní Německo, Victor Vicas); Nijûshi no hitomi (Japonsko, Keisuke Kinoshita)
- 1955: Dangerous Curves (Velká Británie, ???); Kodomo no me (Japonsko, Yoshiro Kawazu); Kinder, Mütter und ein General (Západní Německo, László Benedek); Stella (Řecko, Michalis Kakojannis); Slovo (Ordet) (Dánsko, Carl Theodor Dreyer)
- 1956: Vor Sonnenuntergang (Západní Německo, Gottfried Reinhardt); Dívka v černém (To koritsi me ta mavra) (Řecko, Michalis Kakojannis); Richard III. (Velká Británie, Laurence Olivier); Taiyo to bara (Japonsko, Keisuke Kinoshita); Vojna a mír (War and Peace) (Itálie, King Vidor); Bílý sob (Valkoinen peura) (Finsko, Erik Blomberg)
- 1957: Přiznání hochštaplera Felixe Krulla (Bekenntnisse des Hochstaplers Felix Krull) (Západní Německo, Kurt Hoffmann); Tizoc (Mexiko, Ismael Rodríguez); Woman In a Dressing Gown (Velká Británie, J. Lee Thompson); Kiiroi karasu (Japonsko, Heinosuke Gosho)
- 1958: Do Ankhen Barah Haath (Indie, Rajaram V. Shantaram), L'Eau vive (Francie, François Villiers); Dívka Rosemarie (Das Mädchen Rosemarie), (Západní Německo, Rolf Thiele); Zkáza Titaniku (Night to Remember) (Velká Británie, Roy Ward Baker); Cesta dlouhá jeden rok (La strada lunga un anno) (Jugoslávie, Giuseppe De Santis)
- 1959: Místo nahoře (Velká Británie, Jack Clayton); (Wir Wunderkinder (Západní Německo, Kurt Hoffmann); Černý Orfeus (Orfeu Negro) (Francie, Marcel Camus); Most (Die Brücke) (Západní Německo, Bernhard Wicki); Kagi (Japonsko, Kon Ichikawa); Lesní jahody (Smultronstället) (Švédsko, Ingmar Bergman)
- 1960: Pote tin Kyriaki (Řecko, Jules Dassin); Soudní procesy s Oscarem Wildem (The Trials Of Oscar Wilde) (Velká Británie, Ken Hughes); La vérité (Francie, Henri-Georges Clouzot); Pramen panny (Jungfrukällan) (Švédsko, Ingmar Bergman)

### 1961–1970
- 1961: Horalka (La ciociara) (Itálie, Vittorio De Sica)
- 1962: Rozvod po italsku (Divorzio all'italiana) (Itálie, Pietro Germi)
- 1963: Tom Jones (Velká Británie, Tony Richardson)
- 1964: Sallah Shabati (Izrael, Ephraim Kishon)
- 1965: Giulietta a duchové (Giulietta degli spiriti) (Itálie, Federico Fellini)
- 1966: Muž a žena (Un homme et une femme) (Francie, Claude Lelouch)
- 1967: Žít a užít (Vivre pour vivre) (Francie, Claude Lelouch)
- 1968: Voyna i mir (Sovětský svaz, Sergej Bondarčuk)
- 1969: Z (Alžírsko, Costa-Gavras)
- 1970: Cestující v dešti (Le passager de la pluie) (Francie, René Clément)

### 1971–1980
- 1971: Ha-Shoter Azulai (Izrael, Ephraim Kishon)
- 1972: Vystěhovalci (Utvandrarna) (Švédsko, Jan Troell); Nová země (Nybyggarna) (Švédsko, Jan Troell)
- 1973: Chodec (Der Fußgänger) (Západní Německo, Maximilian Schell)
- 1974: Scény z manželského života (Scener ur ett äktenskap) (Švédsko, Ingmar Bergman)
- 1975: Co mi táta nalhal (Lies My Father Told Me) (Kanada, Ján Kadár)
- 1976: Tváří v tvář (Ansikte mot ansikte) (Švédsko, Ingmar Bergman)
- 1977: Zvláštní den (Una giornata particolare) (Itálie, Ettore Scola)
- 1978: Podzimní sonáta (Höstsonaten) (Švédsko, Ingmar Bergman)
- 1979: Klec bláznů (La Cage aux Folles) (Itálie/Francie, Édouard Molinaro)
- 1980: Tess (Velká Británie, Roman Polański)

### 1981–1990
- 1981: Ohnivé vozy (Chariots Of Fire) (Velká Británie, Hugh Hudson)
- 1982: Gándhí (Gandhi) (Indie/Velká Británie, Richard Attenborough)
- 1983: Fanny a Alexandr (Fanny och Alexander) (Švédsko, Ingmar Bergman)
- 1984: Cesta do Indie (A Passage To India) (Velká Británie, David Lean)
- 1985: Oficiální verze (La historia oficial) (Argentina, Luis Puenzo)
- 1986: De aanslag (Nizozemsko, Fons Rademakers)
- 1987: Můj život jako pes (Mitt liv som hund) (Švédsko, Lasse Hallström)
- 1988: Pelle Dobyvatel (Pelle erobreren) (Dánsko, Bille August)
- 1989: Bio Ráj (Nuovo Cinema Paradiso) (Itálie, Giuseppe Tornatore)
- 1990: Cyrano z Bergeracu (Cyrano de Bergerac) (Francie, Jean - Paul Rappeneau)

### 1991–2000
- 1991: Evropa, Evropa (Europa Europa) (Německo, Agnieszka Holland)
- 1992: Indočína (Indochine) (Francie, Régis Wargnier)
- 1993: Sbohem, má konkubíno (Ba wang bie ji) (Hongkong, Čchen Kchaj-ke)
- 1994: Farinelli (Belgie, Gérard Corbiau)
- 1995: Bídníci 20. století (Les Misérables) (Francie, Claude Lelouch)
- 1996: Kolja (Česko, Jan Svěrák)
- 1997: Můj růžový život (Ma vie en rose) (Belgie, Alain Berliner)
- 1998: Hlavní nádraží (Central do Brasil) (Brazílie, Walter Salles)
- 1999: Vše o mé matce (Todo sobre mi madre) (Španělsko, Pedro Almodóvar)
- 2000: Tygr a drak (Wo hu cang long) (Tchaj-wan, Ang Lee)

### 2001–2010
- 2001: Země nikoho (Ničija zemlja) (Bosna a Hercegovina, Danis Tanović)
- 2002: Mluv s ní (Hable con ella) (Španělsko, Pedro Almodóvar)
- 2003: Osama (Afghánistán, Siddiq Barmak)
- 2004: Hlas moře (Mar adentro) (Španělsko, Alejandro Amenábar)
- 2005: Ráj hned teď (Paradise Now) (Palestina, Hany Abu-Assad)
- 2006: Dopisy z Iwo Jimy (Letters From Iwo Jima) (USA/Japonsko, Clint Eastwood)
- 2007: Skafandr a motýl (Diving Bell And The Butterfly) (USA/Francie, Julian Schnabel)
- 2008: Valčík s Bašírem (Vals Im Bashir) (Izrael, Ari Folman)
- 2009: Bílá stuha (Das Weiße Band - Eine deutsche Kindergeschichte) (Německo, Michael Haneke)
- 2010: Lepší svět (Hævnen) (Dánsko, Susanne Bier)

### 2011–2020
- 2011: Rozchod Nadera a Simin (Jodaeiye Nader az Simin) (Írán, Asghar Farhadi)
- 2012: Láska (Liebe) (Rakousko, Michael Haneke)
- 2013: Velká nádhera (La Grande Bellezza) (Itálie, Paolo Sorrentino)
- 2014: Leviatan (Левиафан) (Rusko, Andrej Zvjagincev)
- 2015: Saulův syn (Saul fia) (Maďarsko, László Nemes)
- 2016: Elle (Elle) (Francie, Paul Verhoeven)
- 2017: Odnikud (Aus dem Nichts) (Německo, Fatih Akın)
- 2018: Roma (Roma) (Mexiko, Alfonso Cuarón)
- 2019: Parazit (기생충) (Jižní Korea, Pong Čun-ho)
- 2020: Minari (Spojené státy americké, Lee Isaac Chung)

### 2021–2030
- 2021: Drive My Car (Doraibu mai kâ; ドライブ・マイ・カー) (Japonsko, Rjúsuke Hamaguči)
- 2022: Argentina, 1985 (Argentina, 1985) (Argentina, Santiago Mitre)
- 2023: Anatomie pádu (Anatomie d'une chute) (Francie, Justine Triet)
- 2024: Emilia Pérez (Francie, Jacques Audiard)